# Steliano Filip
Steliano Filip (* 15. Mai 1994 in Buzău) ist ein rumänischer Fußballspieler.

## Karriere

### Verein
Filip begann im Alter von sieben Jahren mit dem Fußballspielen bei Banatul Timișoara. Im Sommer 2011 wechselte er im Alter von 17 Jahren zu FCMU Baia Mare in die Liga II. Im Sommer 2012 verpflichtete ihn Erstligist Dinamo Bukarest, wo er zunächst nicht nur in der ersten, sondern auch in der zweiten Mannschaft zum Einsatz kam. In der Spielzeit 2013/14 wurde er dann zur Stammkraft im Mittelfeld bei Dinamo in der Liga 1 und gewann dort vier Jahre später den rumänischen Ligapokal. Im Januar 2018 schloss er sich dann für ein Jahr dem kroatischen Erstligisten Hajduk Split an, bevor er wieder in die Heimat zurückkehrte. Der FC Dunărea Călărași sowie FC Viitorul Constanța waren dann die nächsten Stationen, ehe Filip zum AE Larisa nach Griechenland wechselte. Zuletzt spielte er bis zum Sommer 2022 bei Dinamo Bukarest und ist seitdem vereinslos.

### Nationalmannschaft
Von 2011 bis 2015 bestritt Filip insgesamt 19 Partien für diverse rumänische Jugendnationalmannschaften. Mit der U-17-Auswahl nahm er 2011 an der Europameisterschaft in Serbien teil und kam dort beim Vorrundenaus zu zwei Einsätzen. Anfang März 2014 berief Nationaltrainer Victor Pițurcă den Mittelfeldakteur auch erstmals in die A-Nationalmannschaft für ein Freundschaftsspiel gegen Argentinien, setzte ihn aber nicht ein. Fast anderthalb Jahre später folgte dann am 17. November 2015 sein Debüt im Testspiel gegen Italien (2:2), als er in der 83. Minute für Răzvan Raț eingewechselt wurde. Bei der Fußball-Europameisterschaft 2016 in Frankreich wurde er in das rumänische Aufgebot aufgenommen. Seinen einzigen Einsatz hatte er im zweiten Spiel gegen die Schweiz, als er beim Stand von 1:1 im letzten Drittel eingewechselt wurde. Das Unentschieden brachte dem Team den einzigen Punkt und es schied nach der Gruppenphase aus.

## Erfolge
- Rumänischer Ligapokalsieger: 2017